# Slava - nam, smert - vragam
Slava - nam, smert - vragam é um filme de drama russo de 1914 dirigido por Yevgeni Bauer.

## Enredo
O filme conta a história da irmã misericordiosa que, junto com seu noivo, vai para a guerra.

## Elenco
- Ivan Mozzhukhin
- Dora Tschitorina